# قادير دوغلو
قادير دوغلو (بالتركية: Kadir Doğulu)‏ (مواليد 19 أبريل 1982 في مرسين) هو ممثل تركي وموديل اسمه الحقيقي عبد الله قادير دوغلو، وهو زوج الممثلة التركية ناسليهان أتاغول وأخو الفنان والموديل كمال دوغلو.

## مسيرته
كانت بدايته الفنية في عام 2010 حيث لعب دوراً رئيسياً في مسلسل «أسرار صغيرة»، وبعدها في عام 2011 في مسلسل «النهاية»، ثم إشترك قادير دوغلو كموديل في كليب المغنية التركية هانده يانار، ومن ثم في مسلسل «السبعة الأشرار»، ومسلسل (أسرار البنات) جيث مثل دور «علي». إنضم إلي فريق عمل مسلسل (فاتح حربية) الذي عرض على قناتي فوكس (بالإنجليزية: Fox)‏ وشوتايم (بالإنجليزية: Show Time)‏ حيث جسد دور ماجد في أينما.
تعرف بالممثلة التركية نسليهان أتاغول وعاشا قصة حب وتزوجا في 08 جويلية 2016 بعد عامين من علاقتمها المشوقة التي تابعتها الصحافة.
شارك في برنامج ملكة جمال تركيا 2015 كمقدم. وفي شهر فبراير من عام 2015 قام بتجسيد شخصية غوكهان في مسلسل «ألبورا الحبيب»، وبعد ذلك في شهر نوفمبر من نفس العام جسد دور محمد جيراي خان في المسلسل التاريخي الشهير «حريم السلطان». إنضم لعمل جديد هو «علمني كيف أحب» الدي يعرض على قناة فوكس التركية ويحقق نسب مشاهدة عالية.

## روابط خارجية
- قادير دوغلو على موقع IMDb (الإنجليزية)
- قادير دوغلو على موقع روتن توميتوز (الإنجليزية)
- قادير دوغلو على موقع قاعدة بيانات الأفلام العربية
- قادير دوغلو على موقع ديسكوغز (الإنجليزية)
- قادير دوغلو على موقع قاعدة بيانات الفيلم (الإنجليزية)
- قادير دوغلو على موقع كينوبويسك (الروسية)